# Siquijor (município)
Siquijor é um município de  quarta classe de renda municipal (d) na província Siquijor, nas Filipinas. De acordo com o censo de 1 de maio  de  2020 possui uma população de 28 915 pessoas e 7 358 domicílios.